# Лотури, Виктор
Виктор Лотури (англ. Victor Loturi; род. 21 мая 2001, Калгари, Альберта) — канадский футболист южносуданского происхождения, полузащитник клуба «Росс Каунти» и национальной сборной Канады.

## Биография
Родился в семье южносуданских беженцев, которая была вынуждена покинуть родину из-за Второй гражданской войны в Судане, по итогу переехавших в Канаду. Отец стал работать лесорубом, а мать горничной. Старший брат Уильям Акио профессиональный футболист, игрок национальной сборной Южного Судана.

## Карьера

### «Кавалри»
Воспитанник футбольной академии «Калгари Нортсайд», в которой начал заниматься в возрасте 9 лет. Затем в 2018 году присоединился к клубу «Калгари Футхиллс». В апреле 2019 года футболист подписал контракт с клубом «Кавалри», став самым молодым игроком в клубе на тот сезон. Дебютировало за клуб 16 мая 2019 года в матче против клуба «Пасифик», выйдя на замену на 27 минуте. Первым матч в рамках чемпионата сыграл 2 июля 2019 года также против клуба «Пасифик», выйдя на поле в стартовом составе. В 2020 году футболист поступил в Университет Маунт-Ройал, где стал выступать за команду «Маунт Роял Кyгарс», однако сам сезон был приостановлен из-за пандемии COVID-19. Также футболист должен был выступать за свой молодёжный клуб «Калгари Футхиллс» в Лиге два ЮСЛ до приостановки чемпионата.
В 2021 году после годового обучения в университете футболист был задрафтован клубом «Кавалри». В июне 2021 года футболист подписал с клубом новый контракт. Первый матч в новом сезоне сыграл 27 июня 2021 года против клуба «Йорк Юнайтед», выйдя на поле в стартовом составе. В следующем матче 1 июля 2021 года против клуба «Атлетико Оттава» футболист забил свой дебютный гол. Футболист быстро закрепился в основной команде клуба, по итогу сезона заняв второе место в регулярном сезоне чемпионата. Однако затем в раунде плей-офф 20 ноября 2021 года против клуба «Пасифик» проиграл в добавочное время. За сезон футболист отличился 2 забитыми голами и результативной передачей.
В январе 2022 года футболист продлил контракт с клубом ещё на 2 года с опцией продления ещё на сезон. Новый сезон за клуб начал 9 апреля 2022 года в матче против клуба «Атлетико Оттава». В следующем матче 16 апреля 2022 года против клуба «Фордж» отличился первой результативной передачей. В рамках первенства Канады 26 мая 2022 года вылетел на стадии полуфинала от клуба «Ванкувер Уайткэпс». Попал в символическую сборную 10 тура канадской Премьер-Лиги.

### «Росс Каунти»
В июне 2022 года футболист перешёл в шотландский клуб «Росс Каунти», подписав трёхлетний контракт. Сумма трансфера составила порядка 91 тысячи евро, с бонусами от будущей продажи. Дебютировал за клуб 16 июля 2022 года в матче Кубка шотландской лиги против клуба «Данфермлин Атлетик». Дебютный гол за клуб забил 23 июля 2022 года в матче против клуба «Ист Файф». Свой дебютный матч в рамках шотландского Премьершипа 6 августа 2022 года против «Селтика», выйдя на замену в начале второго тайма. Первым результативным действием отличился 5 ноября 2022 года в матче против клуба «Сент-Миррен», отдав голевую передачу. По итогу сезона футболист вместе с клубом занял предпоследнее место в турнирной таблице и отправился в стыковые матчи за сохранение прописки в высшем дивизионе. По итогу стыковых матчей против клуба «Партик Тисл» смогли одержать победу и остаться в шотландском Премьершипе.
Новый сезон футболист начал 22 июля 2023 года с матча Кубка шотландской лиги против клуба «Гринок Мортон», выйдя на поле на 67 минуте. Первый матч в рамках шотландского чемпионата сыграл 5 августа 2023 года против «Селтика», выйдя на поле в стартовом составе. Дебютный гол за клуб забил 28 октября 2023 года в матче против клуба «Мотеруэлл».

## Международная карьера
В марте 2023 года футболист получил вызов в национальную сборную Южного Судана для участия в квалификациях Кубка африканских наций, однако вскоре получил также вызов в национальную сборную Канады для участия в Лиге наций КОНКАКАФ, чьё приглашение футболист по итогу и принял. Был включён в состав сборной Канады на Золотой кубок КОНКАКАФ 2023. Дебютировал за сборную 4 июля 2023 года в матче против сборной Кубы.